# Noel Valladares
Noel Eduardo Valladares Bonilla (* 3. května 1977 Comayagua) je bývalý honduraský fotbalový brankář, naposledy hrající za tamní klub CD Olimpia Tegucigalpa. Na svém kontě má více než 120 zápasů za honduraskou fotbalovou reprezentaci.

## Reprezentační kariéra
V A-mužstvu Hondurasu debutoval 3. 6. 2000 v kvalifikačním zápase proti Haiti (výhra 4:0).
S honduraskou reprezentací se zúčastnil Mistrovství světa ve fotbale 2010 a 2014, Gold Cupu 2011, Středoamerického poháru 2011 a 2009 a turnaje Copa América 2001.